# As Man Made Her
As Man Made Her est un film muet américain réalisé par George Archainbaud et sorti en 1917.

## Fiche technique
- Titre : As Man Made Her
- Réalisation : George Archainbaud
- Scénario : Frances Marion, d'après une nouvelle de Helen Beare
- Chef opérateur : Philip Hatkin
- Production : Peerless Productions
- Distribution : World Film
- Genre : Film dramatique
- Date de sortie : 
  - États-Unis : 26 mars 1917

## Distribution
- Gail Kane : Claire Wilson
- Frank Mills : Mason Forbes
- Gerda Holmes : Grace Hughes
- Edward Langford : Harold Forbes
- Miss Layton : la domestique de Claire
- Miss McDonald : la nurse